# Thần học về Maria trong Giáo hội Luther

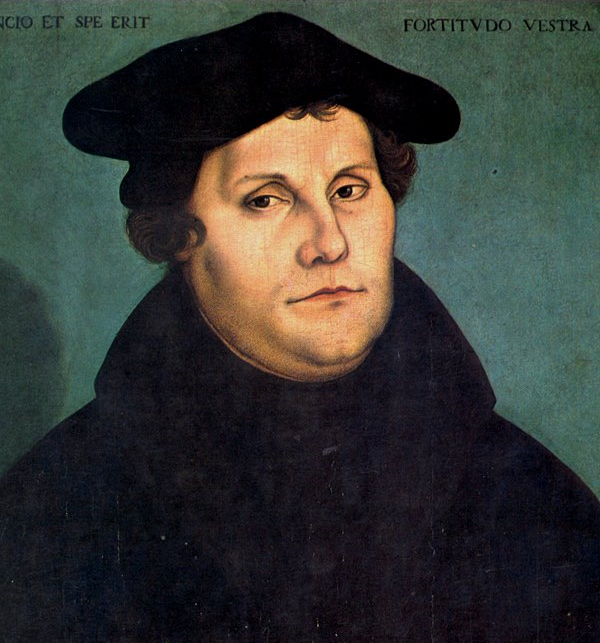
Martin Luther

Thần học Marian trong Lutheran có nguồn gốc từ quan điểm của Martin Luther coi Chúa Giêsu là con của Mẹ Maria. Nó được phát triển ra khỏi lòng sùng kính Đức Maria trong Kitô giáo mà ông được nuôi dưỡng. Nhìn chung Luther vẫn coi trọng Đức Maria. Các giáo điều mà Luther khẳng định và cho là được thiết lập vững chắc dựa trên nền tảng Kinh Thánh là vai trò Mẹ Thiên Chúa của Đức Maria, tính chất trọn đời đồng trinh và thụ thai vô nhiễm.
Ông cho rằng Chúa Kitô là đấng trung gian duy nhất giữa Thiên Chúa và con người (1Tm 2:5). Do đó, bất cứ lời ca tụng hay lòng tôn sùng nào đối với Đức Mẹ cũng như đối với các thánh đều phải được coi là việc nhìn nhận các công trình vĩ đại của Thiên Chúa thực hiện nơi các ngài và cho các ngài. Đức Maria như chỉ đơn thuần tiếp nhận tình yêu và ân sủng của Thiên Chúa. Chính vì vậy Luther không coi Đức Maria là Đấng Trung Gian của lời cầu nguyện hay bà Maria cũng không tham gia vào công cuộc cứu độ của chúa Giêsu với vai trò Đồng công cứu chuộc như Công giáo Rôma tuyên bố.

## Tổng quan

### Trọn đời đồng trinh
Luther chấp nhận các niềm tin truyền thống cho rằng Chúa Kitô sinh bởi một trinh nữ và trinh nữ này mãi mãi đồng trinh. "Chúa Kitô... là Con Trai duy nhất của Đức Maria, và Maria không có con nào khác ngoài Người ra". "Chúa Kitô, Đấng Cứu Thế của ta, là hoa quả thực sự và tự nhiên của lòng dạ đồng trinh Maria... và ngài còn đồng trinh mãi sau đó". Luther còn cho rằng việc hạ sinh Chúa Kitô không hề gây đau đớn cho Đức Mẹ vì ở đây lời chúc dữ với Evà về việc sinh con trong đau đớn không áp dụng cho Đức Mẹ.

### Vô nhiễm nguyên tội
Luther cho rằng Đức Maria được thụ thai vô nhiễm nguyên tội. Dù quan điểm của Luther về học lý này không hoàn toàn rõ ràng và vẫn còn những tranh luận khác nhau cũng như việc phát biểu không thống nhất của ông về vấn đề này.
Trong bài giảng ngày Thụ Thai Mẹ Thiên Chúa, năm 1527, Luther: "Quả là một niềm tin đầy dịu ngọt và đạo hạnh khi cho rằng việc phú ban linh hồn cho Đức Maria đã được thực hiện mà không vướng tội nguyên tổ; đến nỗi chính lúc phú ban linh hồn ấy, Đức Maria đã được thanh tẩy khỏi tội nguyên tổ... khi tiếp nhận một linh hồn trong trắng do Thiên Chúa phú ban; như thế, ngay từ giây phút đầu tiên bắt đầu sống, ngài đã thoát khỏi mọi thứ tội rồi".
Luther dựa vào Thánh Augustinô mà nghĩ rằng Đức Maria đã được tượng thai trong tội nhưng đã được thanh tẩy nhờ việc phú ban linh hồn sau khi tượng thai. Luther cũng cho rằng việc Vô Nhiễm Thai của Đức Maria khác với việc Vô Nhiễm Thai của Chúa Kitô: "Trong khi các hữu thể nhân bản đều được tượng thai trong tội, cả phần hồn lẫn phần xác, còn Chúa Kitô được tượng thai không mắc tội cả phần hồn lẫn phần xác, thì Maria, lúc được tượng thai, về phần xác, không có ơn thánh, nhưng về phần hồn thì đầy ơn thánh".
Dựa vào ý niệm sola Scriptura (chỉ có Thánh Kinh), Luther không tin việc áp đặt học lý Vô Nhiễm Thai của Đức Mẹ lên mọi tín hữu.

### Mẹ Thiên Chúa
Trong bài chú giải Kinh Ngợi Khen, Luther nhiều lần cho rằng vì là Mẹ Chúa Kitô nên Đức Maria cũng là Mẹ Thiên Chúa (Theotokos): "những điều cao cả (ở đây) không là gì khác hơn việc ngài trở thành Mẹ Thiên Chúa, nhờ đó, biết bao nhiêu điều tốt lành vĩ đại khác đã được ban cho ngài đến nỗi không ai có thể hiểu được... Bởi đó, con người đã tóm tắt hết mọi vinh dự của ngài vào một từ ngữ duy nhất để gọi ngài là Mẹ Thiên Chúa". Luther cũng quả quyết: "Đức Maria là Mẹ của Thiên Chúa chân thực và chân thật".

### Hồn xác lên trời
Để giữ vững nguyên tắc sola Scriptura của mình, Luther không chủ trương thành một tín điều nhưng ông vẫn viết như sau: "Không còn hoài nghi gì nữa việc hiện nay Đức Maria đang ở trên thiên đàng. Làm sao có việc ấy thì ta không biết. Và vì Chúa Thánh Thần không cho ta biết gì về điều ấy, nên ta không thể biến nó thành một tín điều".
Tuy nhiên, ông vẫn bác bỏ hai ngày lễ Vô Nhiễm Nguyên Tội và Đức Mẹ Hồn Xác Lên Trời, và chỉ tán thành các ngày lễ như lễ Truyền Tin, Lễ Thăm Viếng và Lễ Dâng Con Vào Đền Thờ.

### Nữ Vương Thiên Đàng
Trong bài chú giải Kinh Ngợi Khen, Luther đã viết như sau: "Nhất thiết... phải giữ trong phạm vi và không nên làm quá mà gọi ngài là "Nữ Vương Thiên Đàng", một danh nghĩa rất đúng, ấy thế nhưng không được biến ngài thành một nữ thần có thể ban phát ơn phúc hay trợ giúp người ta, như một số người vốn giả thiết khi họ cầu nguyện và chạy đến với... ngài chứ không chạy đến với Thiên Chúa. Ngài đâu ban được gì, Thiên Chúa mới ban cho ta tất cả".
Dù chấp nhận danh xưng Nữ vương thiên đàng không sai, nhưng Luther cho rằng nên tránh khuynh hướng thờ ngẫu thần đối với Đức Maria. Luther luôn lên án những người nâng Đức Mẹ lên một bậc quá cao, quá phóng đại đến độ làm tương phản với ngài thay vì với Thiên Chúa. Luther nhấn mạnh rằng Chúa Kitô là đấng cứu chuộc duy nhất và tự mình Người đã đủ để cứu chuộc nhân loại, cả Đức Mẹ và các thánh cũng chả làm gì được cho ta, Thiên Chúa làm tất cả.

## Maria trong giáo hội hiện nay
Hiện nay có những quan điểm khác nhau về tín lý và thực hành giữa các hệ phái trong cộng đồng giáo hội Luther về Đức Maria.
Trong bộ Sách Nghị Ước, nói đến Đức Maria rất ít. Điều XXII trong Hộ Giáo cho Tuyên Tín Augsburg, người theo Luther tuyên bố rằng "Đức Maria diễm phúc cầu cho Giáo hội". "Đức Maria xứng đáng được những vinh dự cao qúy nhất" và mong muốn cho "gương sáng của ngài được học hỏi và bắt chước".
Trong Phần I của Các Điều Khoản Smalcald, Chúa Giêsu được công bố "sinh ra từ Đức Maria tinh ròng, thánh thiện, và vĩnh viễn đồng trinh". Tại điều VIII của Công Thức Nghị Ước, người theo Luther tuyên xưng rằng: "Đức Maria, nữ trinh diễm phúc nhất, không tượng thai một con người nhân bản tầm thường, mà là một con người nhân bản vốn thực sự là Con của Thiên Chúa chí thánh, như thiên thần đã làm chứng. Người biểu lộ sự uy nghi thần thánh của mình ngay trong bụng Mẹ và cho thấy Người đã sinh ra bởi một trinh nữ và việc sinh hạ này không làm hại tới sự đồng trinh của ngài. Cho nên, ngài thật là Mẹ Thiên Chúa mà vẫn mãi đồng trinh". 
Tuy vậy, giáo hội Luther không tán thành vai trò của Maria như là Đấng Trung Gian hay Đồng Công Cứu Chuộc với Chúa Kitô, Đấng mà giáo hội Luther coi là đấng cứu chuộc duy nhất. Người Luther cũng không tin việc Vô Nhiễm Nguyên Tội của Đức Mẹ hay việc ngài không có tội trong suốt cuộc đời ngài. Về việc Đức Mẹ hồn xác lên trời, người Luther tin rằng những ai qua đời đều được cứu rỗi trên thiên đàng cùng với Chúa Kitô, Đức Mẹ cũng giống như các thánh và những người chưa được phong thánh nhưng qua đời trong ân nghĩa Chúa.
Lutheran tin rằng Đức Maria đồng trinh khi thụ thai Chúa Kitô nhưng phần lớn cộng đồng Luther cho rằng Mẹ có nhiều con tự nhiên khác và do đó không trọn đời đồng trinh. Điều này dựa trên các trích đoạn nhắc đến các anh chị em của Chúa Giêsu trong Tân Ước (Ga 2:12; Ga 7:3-5) và mặc dù Đức Maria không giao hợp với Thánh Giuse trước khi sinh ra Chúa Giêsu (Mt 1:18), nhưng điều đó không có nghĩa là ngài không bao giờ giao hợp.